# Светски дан игре
Светски дан игре је међународни празник који се обележава 29. априла. Установљен је од стране  Међународног савета за игру 1982. године и од тада се прославља широм света. 

## Историјат
29. април је иѕабран као Светкси дан игре јер је на тај дан рођен реформатор игре Жан Жорж Новер. На тај дан свугде у свету се одржавају бројне манифестације које су посвећене игри. Циљ овог дана је да се повећа свест код љиди о важности плеса. 
Међународни савет за игру (СID) из дана у дан броји све више и више организација које се прикључују том савету. У почетку 2016. године је обухватао око 1100 организација које су чиниле школе, предузећа, фестивали и чинио је око 8.000 индивидуалних чланова а то су били кореографи, наставници, историчари плеса у 170 земаља. У Србији постоје 3 светске организације CID које своје седиште имају у Београду, Нишу и Новом Саду.

## О плесу и здрављу
Плес је физичка активност која има веома важну улогу у здрављу. Игра представља универзални језик, она не постаје ни вере ни границе и за плесача је важна само игра.
Плес има много важну улогу на наш организам; побољшава функцију срца, повећава издржљивост, повећава физичко самопоуздање и редукује стрес. 
Постоје различити облици плеса. Неки од облика су се кроз векове мењали и као крајњи резултат су настали модерни плесови као што је HipHop жанр. Сваки облик има специфичан стил, али кроз сваки облик плеса има циљ уметничког и културног изражавања. Балет је плес који је првобитно настао у Италији а годинама касније и у Француској. Балет има више облика као што су класичан балет, неокласичан и савремени балет. 
Џез (Jazz) је врста плеса који као основу узима импровизацију и оригиналност. Свинг плес (Swing ples) и Линди Хоп(Lindy Hop) су познати облици џез плеса. 
Контра плес (Contra Dance), је америчког порекла, у коме се формирају две паралелне линије и изводе низ плесних покрета.

## Занимљивости
Мага Магазиновић је 1912. године организовала први наступ својим ученицима које су играле потпуно босе. Она је омогућила свим девојчицама да играју и да остваре своје снове иако је тада живело веома петријархалним животом. Мага Магазиновић је била балерина, кореограф и професорка, велики борац за женска права. 